# 3 (album B1A4)
3 – trzeci japoński album studyjny południowokoreańskiej grupy B1A4, wydany 16 marca 2016 roku. Został wydany w dwóch wersjach: regularnej i limitowanej. Album był promowany przez single SOLO DAY, Shiroi kiseki oraz HAPPY DAYS.
Album osiągnął 4 pozycję w rankingu Oricon i pozostał na liście przez 2 tygodnie, sprzedał się w nakładzie 11 752 egzemplarzy.

## Lista utworów
| CD  | CD                                                                             | CD                     | CD                          | CD      |
| Nr  | Tytuł utworu                                                                   | Tekst                  | Muzyka                      | Długość |
| --- | ------------------------------------------------------------------------------ | ---------------------- | --------------------------- | ------- |
| 1.  | „SWEET GIRL” (-Japanese ver.-)                                                 | Jinyoung, ZigZag Note  | Jinyoung, ZigZag Note       | 4:11    |
| 2.  | „You Are a Girl I Am a Boy” (-Japanese ver.-)                                  | Jinyoung               | Jinyoung, Moon Jung-gyu     | 3:33    |
| 3.  | „Moppongoya ~ minakatta koto ni” (jap. モッポンゴヤ～見なかったことに…)        | Jinyoung               | Jinyoung, Moon Jung-gyu     | 3:54    |
| 4.  | „Shiroi kiseki” (jap. 白いキセキ)                                              | Jinyoung               | ZigZag Note                 | 4:05    |
| 5.  | „SOMEBODY TO LOVE”                                                             | CNU, Choi Myung-hwan   |                             | 4:23    |
| 6.  | „SOLO DAY” (-Japanese ver.-)                                                   | Jinyoung, Baro         | Jinyoung, Command Freaks    | 3:23    |
| 7.  | „HAPPY DAYS”                                                                   | Jinyoung               | Jinyoung, Command Freaks    | 3:51    |
| 8.  | „Michi” (jap. 道 (-Japanese ver.-)                                             | Baro, Lee Gi, Yong Bae | Lee Gi, Yong Bae            | 3:45    |
| 9.  | „WAIT” (-Japanese ver.-)                                                       | Jinyoung, Baro         | Jinyoung, ZigZag Note       | 4:35    |
| 10. | „Henbokaja ~ shiawase ni narō”” (ヘンボカジャ～幸せになろう) (-Japanese ver.-) | CNU, Choi Myung-hwan   | Choi Myung-hwan, Kim Ji-hye | 3:11    |